# Kyle Hines
Kyle Tyrrell Hines (* 2. September 1986 in Philadelphia, Pennsylvania) ist ein ehemaliger US-amerikanischer Basketballspieler, der bei einer Körpergröße von 1,98 m auf den Positionen des Centers und Forwards spielte.

## Karriere
Hines wuchs in Sicklerville (New Jersey) auf und begann mit 13 Jahren an der Ann.A.Mullen Middle School, Basketball zu spielen. Seine Hochschulzeit verbrachte er an der University of North Carolina at Greensboro. Er studierte im Hauptfach Kommunikationswissenschaft.
2010 wechselte Hines vom italienischen Zweitligisten Prima Veroli zum amtierenden deutschen Meister Brose Baskets und wurde gleich im ersten Jahr mit den Bambergern Pokalsieger und Meister. Zudem erhielt er die Auszeichnungen zum bester Spieler der Bundesliga-Finalserie sowie des All-Star-Spiels (All-Star Game MVP). Nach Abschluss der Saison wurde Hines noch mit dem Pascal Roller Award für den beliebtester Spieler der Saison ausgezeichnet. Hines erhielt in Bamberg den Spitznamen Karl-Heinz, dessen Klang an die fränkische Aussprache seines eigentlichen Namens erinnert. Seine vergleichsweise geringe Körperhöhe macht Hines auf seiner Position durch Körperkraft, Gewandtheit und Schnelligkeit wett.
2011 wechselte Hines zu Olympiakos Piräus. Mit Piräus gewann er zwei Mal in Folge die Euroleague. Von 2013 bis 2020 war er für ZSKA Moskau tätig, holte mit der russischen Mannschaft im Mai 2016 seinen dritten EuroLeague-Titel. 2019 gewann Hines mit Moskau den Wettbewerb erneut. Er wurde unter die fünf besten EuroLeague-Spieler der 2010er Jahre gewählt. Zu Beginn der Spielzeit 2020/21 ging er nach Mailand zum italienischen Rekordmeister Olimpia Mailand. Mit den Mailändern wurde er 2022 unter Trainer Ettore Messina italienischer Meister, 2023 und 2024 wurde der Erfolg wiederholt. Anfang September 2024 gab Hines das Ende seiner Spielerlaufbahn bekannt.

## Erfolge und Auszeichnungen
- Deutscher Meister und Pokalsieger mit den Brose Baskets Bamberg: 2011
- BBL-All-Star Game MVP, BBL Finals MVP und Pascal Roller Award: Saison 2010/11
- Euroleague-Sieger mit Olympiakos Piräus: 2012, 2013; mit ZSKA Moskau: 2016, 2019
- Griechischer Meister mit Olympiakos Piräus: 2012
- Sieger VTB United League mit ZSKA Moskau: 2014, 2015, 2016, 2017, 2018, 2019
- Italienischer Pokalsieger mit Olimpia Mailand: 2021, 2022
- Italienischer Meister mit Olimpia Mailand: 2022, 2023, 2024